# Sportfreunde 05 Saarbrücken
Die Sportfreunde 05 Saarbrücken sind ein Fußballverein aus dem Saarbrücker Stadtteil Burbach, der bis 1965 erst- bzw. zweitklassig spielte.

## Stammbaum
Die Sportfreunde gingen aus dem 1876 gegründeten TV 1876 Burbach hervor. Im Januar 1905 entstand im TV eine Fußballabteilung, die im Zuge der „reinlichen Scheidung“ am 26. Januar 1924 als Sportfreunde 05 eigenständig wurde. Am 29. März des gleichen Jahres trat der Ballspielclub Burbach bei, der 1913 durch Fusion des FC Viktoria 07 Burbach mit dem FC Bavaria Burbach (bis 1912 die Fußballabteilung des Burbacher Hütten-Vereins) entstanden war.
Wie in vielen anderen Städten kam es 1938 auch in Burbach zu einer Großfusion aller Sportvereine, so entstand hier die Sportgemeinde Saarbrücken (auch TSG Burbach). Nach dem Zweiten Weltkrieg wurden alle deutschen Vereine aufgelöst, noch im Jahr 1945 gründeten sich die Sportfreunde als TuS Burbach neu. Ab 1946 hieß der Verein Sportfreunde Burbach, ab 1947 schließlich Sportfreunde 05 Saarbrücken.

## Sportliche Entwicklung
Das erste Spiel der Sportfreunde wurde im Juni 1905 auf dem Burbacher Markt gegen den TV Malstatt ausgetragen, der 5:0 gewann. Laut Vereinschronik auch aufgrund zu vieler eingeschossener Fensterscheiben zogen die Sportfreunde alsbald über zwei Zwischenstationen auf die Saarwiesen um, wo seit 1908 die Heimspiele stattfinden.
1909 wurden die Sportfreunde in den Süddeutschen Fußball-Verband aufgenommen. Schon im ersten Jahr zog der junge Verein ins Entscheidungsspiel um die Klassenmeisterschaft ein. Gegen Moselland Trier (den ältesten Vorgänger der heutigen Eintracht) gab es ein weiteres 0:5. 1911 gewannen die Saarbrücker den Titel und damit den Aufstieg in die B-Klasse. Dort folgten zwei zweite Plätze, ehe der Weltkrieg den Spielbetrieb zunächst beendete.
Nach dem Krieg gehörten die Saarbrücker der Bezirksliga an, aus der sie 1923 ab-, 1927 wieder aufstiegen. Bis 1932/33 spielten die Sportfreunde in dieser erstklassigen Liga, anschließend gehörten sie zu den Gründungsmitgliedern der neu geschaffenen Gauliga Südwest. 1935 stiegen die Saarbrücker ab, 1936 wieder auf, 1937 erneut ab. 1938 wurden alle Vereine aus Burbach auf politischen Druck hin zur Sportgemeinde (SG) Saarbrücken (auch TSG Burbach genannt) zusammengeschlossen. In den folgenden vier Jahren erreichte der Verein drei Mal die Gauliga-Aufstiegsrunde, scheiterte aber jedes Mal.
Nach Kriegsende wurde der Verein 1945 zunächst als TSG Burbach neu gegründet, 1946 in Sportfreunde Burbach umbenannt und nahm um 1947 schließlich wieder den alten Namen Sportfreunde Saarbrücken an. Die Mannschaft spielte in den ersten Nachkriegsjahren in der improvisierten Saarlandliga, in der sie 1950 ebenso Meister wurden wie 1952 in ihrem ersten Jahr in der Amateurliga Saarland. Auf den damit einhergehenden Aufstieg in die Oberliga verzichteten die Sportfreunde. Stattdessen wurden sie in die neue 2. Liga Südwest übernommen. An ihrer Stelle stieg der Vizemeister SV Saar 05 Saarbrücken auf.
In den folgenden Jahren waren die Sportfreunde eine Fahrstuhlmannschaft. 1954 gelang der erste Aufstieg in die Oberliga, wo sie sich aber erst in der Saison 1958/59 halten konnten. Bis dahin stiegen die Saarbrücker in jedem Jahr entweder auf oder ab. 1963 qualifizierten sich die Sportfreunde nicht für die neue Bundesliga, sondern wurden der Regionalliga Südwest zugeteilt. In der ersten Regionalligasaison 1963/64 spielte der spätere Nationalspieler Johannes Löhr bei den Saarbrückern und wurde mit 31 Treffern Torschützenkönig der Liga. Die Mannschaft belegte in dieser Spielzeit den 8. Tabellenplatz. Im Folgejahr zogen sich die Sportfreunde freiwillig aus finanziellen Gründen aus der Regionalliga zurück. Immerhin spielten die Spieler die Saison ohne Bezüge zu Ende. Bis 1975 blieben die Sportfreunde in der drittklassigen Amateurliga Saarland, in die sie nur noch einmal kurzfristig in der Saison 1987/88 zurückkehrten. Heute (Stand: Saison 2022/2023) spielen sie nach zwischenzeitlichen diversen Abstiegen in der neuntklassigen Bezirksliga Saarbrücken.
1956 stellten die Sportfreunde zwei saarländische Nationalspieler. Rechtsaußen Günter Herrmann und Torwart Hans Neuerburg wurden im vorletzten Spiel der saarländischen Nationalmannschaft (0:0 gegen die B-Auswahl Portugals) eingesetzt.

## Trainer
- Horst Buhtz (1962–1963)